# Альдобрандини, Алессандро
Алессандро Альдобрандини (итал. Alessandro Aldobrandini; 1 мая 1667, Флоренция, Великое герцогство Тосканское — 14 августа 1734, Феррара, Папская область) — итальянский куриальный кардинал, папский дипломат и доктор обоих прав. Титулярный архиепископ Родоса с 7 ноября 1707 по 2 октября 1730. Апостольский нунций в Неаполе с 20 декабря 1707 по 23 сентября 1713. Апостольский нунций в Венеции с 23 сентября 1713 по 1 июля 1720. Апостольский нунций в Испании с 1 июля 1720 по 2 октября 1730. Кардинал-священник с 2 октября 1730, с титулом церкви Санти-Куаттро-Коронати с 3 сентября 1731 по 14 августа 1734. 